# 고대 그리스 조각
고대 그리스 조각은 고대 그리스의 조각을 가리킨다. 고대 그리스 조각은 대부분의 채색된 도기를 제외하고 고대 그리스 회화가 사라졌기 때문에 현재까지 잔존하는 그리스 미술의 주된 형식이다.

## 소재와 기법

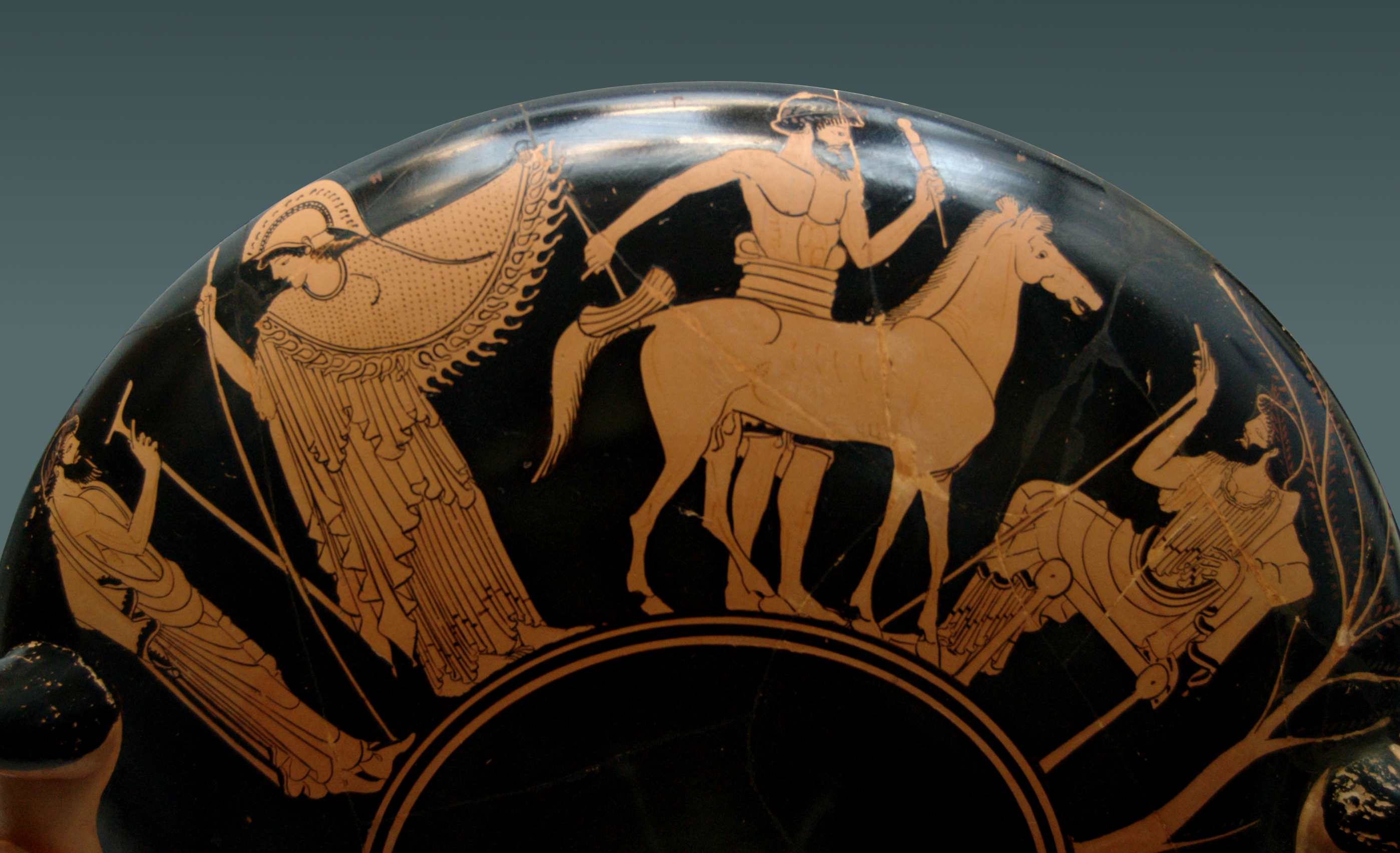
대리석 말을 조각한 장인의 공방에 있는 아테나

그리스인이 조각을 제작하는 데 사용한 소재는 나무·석회석·대리석·청동·테라코타·크리셀레판틴(금과 상아)·쇠 등이었는데, 그리스의 기후는 초기의 목조(木彫)를 보존하기에 적합지 않아, 크리셀레판틴은 잔존(殘存)하기에 너무나 귀중하고, 쇠는 부식되고, 또 청동은 무기 등으로 개주(改鑄)되는 등의 이유로 오늘날에는 석상·테라코타, 거기에 근소한 청동 조각이 남아 있다.
대리석은 그리스 미술의 가장 중요한 소재의 하나로서, 초기의 목조나 청동 조각을 거의 잃어버린 현재에는 일반적으로 가장 잘 알려진 재료이다. 그리스 미술의 발전에 긴밀한 관계를 갖는 석재는 최초부터 단단한 대리석이 사용된 것이 아니고, 초기 단계에서는 비교적 무른 석회석이 사용되었다. 조각상은 석회석·대리석·테라코타의 상을 물을 것 없이 당시는 전면 혹은 부분을 채색하였다. 현재에는 대부분이 없어졌지만, 아크로폴리스 미술관에 있는 폴로스(석회석의 일종)의 군상 조각이나 대부분의 코레상에는 당시의 밝고 아름다운 색채까지 남아 있다. 이들 상의 눈에는 이따금 착색한 돌·유리·상아 등이 상감되어 있으며, 특히 여인상에서는 귀고리나 목걸이용으로 다른 금속·보석이 더하여져 있었다.
테라코타는 이미 크레타·미케네 시대에도 알려진 재료인데, 대리석이 흔하지 않은 키프로스나 남이탈리아의 그리스 식민지는 물론 소아시아나 그리스 본토에 있어서는 신전의 장식 조각이나 봉납상에 흔히 쓰였다. 석내나 테라코타에 이어서 청동도 즐겨 사용된 재료이다. 초기의 청동상은 목심(木心) 위에 두드려 늘여 만든 것이었는데, 6세기 초 이집트에서 주형(鑄型)에 의한 주조기술이 전해져서, 이 새로운 기법은 대리석이 귀한 펠로폰네소스를 중심으로 하여 그리스 각지에 급속하게 전파되고 청동 조각의 황금시대를 이룩하였다. 로마 시대의 모각(模刻)으로서 잔존하는 고전기 거장의 걸작 대부분은 주조에 의한 청동상이었다. 그러나 석상은 전체가 하나의 석조라고 하는 뜻이 아니라, 두부나 돌출한 팔 등은 따로따로 만들어 납이나 못으로 붙인 것도 있었다.
그리스인이 조각에 사용한 도구에는 펀치·송곳·갈고리·끌·거친끌·편평끌·나무망치·톱 등이 있다. 톱은 오래전부터 사용되고 있었는데, 작고 깊은 구멍을 뚫는 돌림송곳이 쓰인 것은 기원전 5세기 이후이다.

## 전개

### 기하학 양식 시대

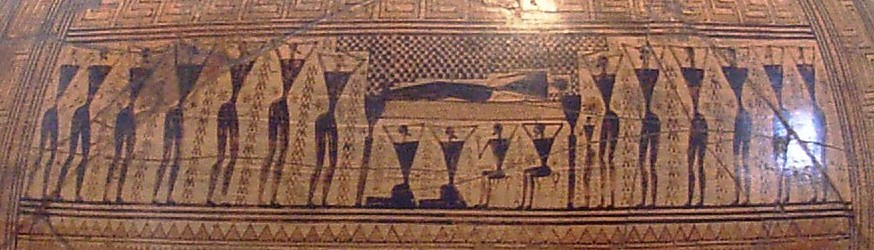
디필론 암포라 (부분), 기원전 8세기, 국립 고고학 박물관, 아테네.

기원전 10세기 말에 이르러 아티카를 중심으로 한 그리스 본토에서는, 인물이나 동물까지도 도형으로 표현한 경직한 기하학 양식이 탄생하고, 그 양식은 기원전 9세기부터 8세기에 걸쳐서 그리스 세계를 석권했다. 이 새로운 장식 양식은 아테네의 디필론의 묘지에서 출토한 큰 암포라의 장식 양식에 있어서 최고조에 달한다. 여기서는 그 장식은 간단한 직선문양(直線紋樣)－번개 모양의 마름모꼴·사실 모양·지그재그－과 동물·인물이 수평한 띠 모양으로 표현되고 그 인물의 두부(頭部)는 원형, 동부(胴部)는 역삼각의 도시적인 실루엣으로 그려져 있는 것에 불과하다. 이와 같은 특징은 항아리의 장식에만 국한되지 않고 다른 장르의 미술에도 보인다. 그리하여 일반적으로 이 시대의 미술을 '기하학적 양식'이라 부른다.
그리스 미술의 단서가 되는 기하학 양식 시대의 조각에는 또한 대리석으로 된 모뉴먼트한 상은 보이지 않고, 겨우 청동이나 상아로 된 소상(小像)이 남아 있을 뿐이다. 이 위에 크소아논이라 불린 목조의 신상(神像)이 있었다고 전해지지만, 당시의 목조는 남아 있지 않다. 현존하는 초기의 청동 소상으로는 ⟪만티크로스의 봉납상(奉納像)⟫(보스턴 미술관), 올림피아 출토의 전사(戰士)(루브르 미술관), 펠로폰네소스 출토의 말(베를린 미술관) 등이 있으나, 이들 소상은 어느 것이나 앞에서 말한 디필론 암포라와 공통되는 엄격한 도식적 형태를 보인다. 그 가느다란 선과 뾰족한 각도를 가진 양식은 화려하여 자유로운 크레타 미술 양식과는 전혀 이질적인 정신에 의한 것이다. 그러나 기원전 8세기 말부터 7세기 전반에 들어가면, 조상(彫像)은 차차 둥근 모양을 띠고, 형태가 갖추어져 생생한 표현을 가지게 되었다.

### 아르카이크 시대

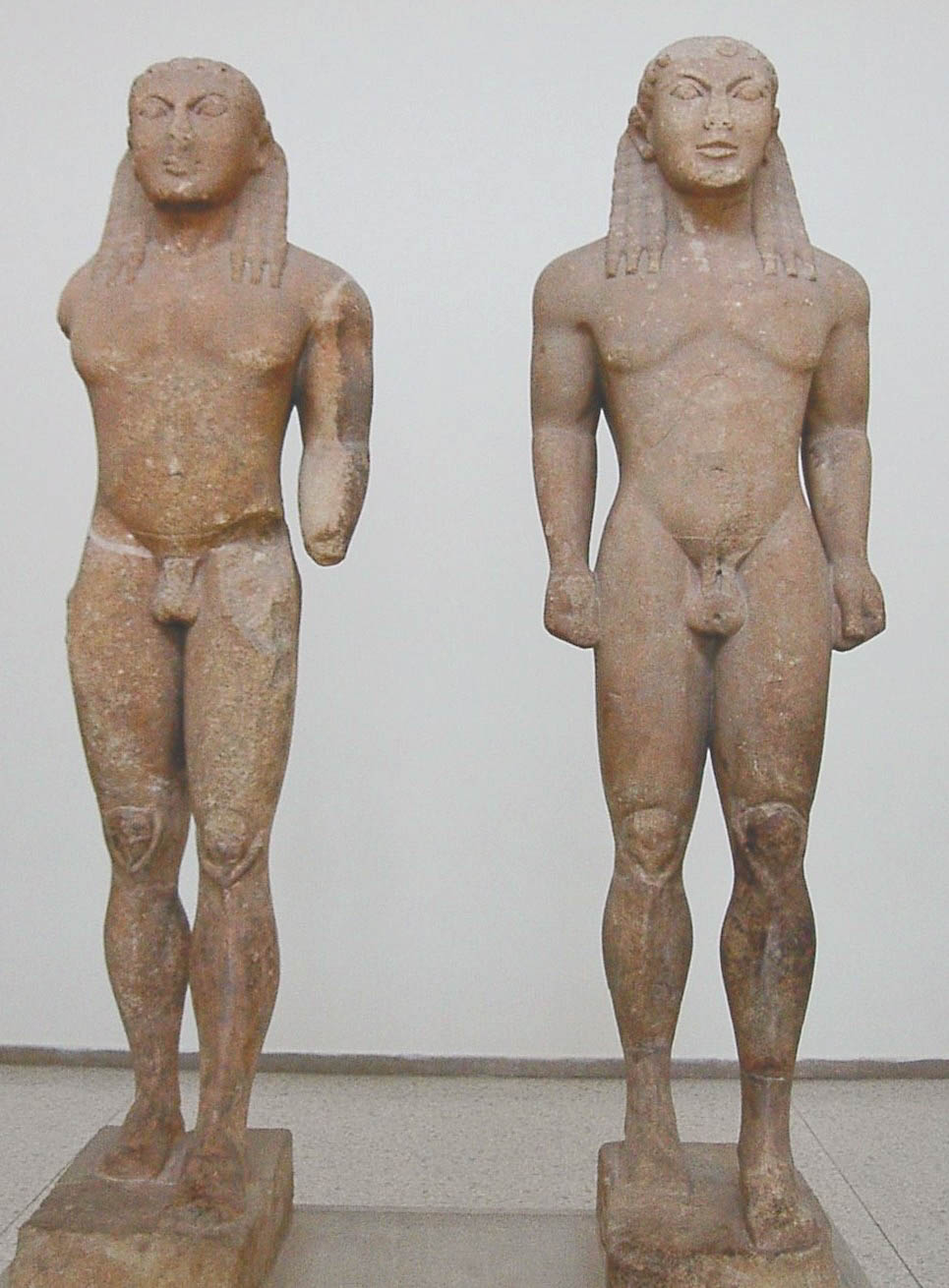
클레오비스와 비톤, 아르카이크기의 쿠로이(kouroi). c. 580 BC.

아르카이크란, 그리스어의 '아르크' '아르카이오스', 즉 '처음' '오랜'을 의미하는 말에서 유래하고, 고대 그리스인이 고전기 이전의 미술을 그렇게 부른 연유에 의한다. 오늘날에는 아르카이크 시대는 기원전 7세기 중엽 이후 그리스 각지에서 대리석으로 등신상 또는 거상이 제작되기 시작한 무렵부터, 기원전 5세기 초 무렵까지를 가리킨다. 기원전 10세기부터 9세기에 걸쳐 성립된 그리스의 폴리스는 기원전 7세기부터 6세기에 걸쳐서 뚜렷한 발전을 하여, 지중해 각지에는 식민도시 건설이 성행했다. 이 새로운 발전의 시기가 미술사상 아르카이크기이며, 그리스는 이 무렵 이집트나 동방과의 접촉으로 대리석으로 된 모뉴먼트한 조각을 제작하는 일을 배운 것이다.
최초의 유품(遺品)으로는 델로스섬에서 출토한 니칸드라의 봉납상(아테네 국립미술관), 사모스섬의 헤라 신전의 여신상(루브르 미술관) 등이 있다. 기원전 7세기 중엽의 것인 니칸드라의 봉납상은 아르카이크기의 가장 오랜 상으로서, 그 편평하고 소박한 형태는 크소아논의 모습을 간직하고 있다. 이들 상보다 조금 후기의 기원전 6세기에는, 그리스 각지에 오늘날 일반적으로 쿠로스 상이라고 불리는 나체의 청년상과 아름다운 옷을 입은 코레 상이 제작되는었데, 이 나체의 청년상과 옷을 입은 소녀상은 아르카이크기의 가장 중요한 상이다. 입상 이외의 유품으로 델포이의 나크소스인의 스핑크스, 델로스섬에서 출토된 니케, 또한 건축의 장식 조각으로서 코르프의 아르테미스 신전의 박공 조각 등이 있다. 이들 상은 초기의 경직성(硬直性)과 기술적인 미숙성이 남아 있으나, 동시에 대담하고 또한 힘있는 표현에는 생생한 생명감이 넘친다.
중기 아르카이크의 상은 도서(島嶼)의 영향이 본토의 그리스 조각에 미친 시대의 산물이다. 이 기간의 상으로는 이오니아 양식의 특징인 부드러운 머리카락의 표현이나 아몬드형의 눈, 이른바 아르카이크 스마일의 입 모습 등이 나타나 많은 점에서 경직된 양식으로 변했다. 그래서 이들 양식은 중기 후반 무렵(전 550∼전 525년)에 이르러 본토의 양식이라고 할 만큼 새로운 양식이 생겨났다. 아크로폴리스의 ⟪모스코포로스⟫(송아지를 둘러멘 청년) 등은 그 대표적인 작품이다. 이른바 아르카이크 스마일은 이 시대상의 특징이지만, 이러한 표현은 상에 인간적인 표정을 담으려고 한 결과인 것 같다. 후기 아르카이크에 이르면 근육의 유기적 구조에 대한 관찰이 일층 세밀해져서 상은 더욱 자연스런 형태에 가까워진다. 생생하고 더욱 세련된 그 형태는 힘있는 생명의 에너지가 넘쳐 흐른다. 아르카이크기의 남성 입상 조각의 유일한 과제였던 쿠로스 상은, 그 발전의 최후 단계에 도달했다.

### 엄격 양식 시대
페르시아 전쟁의 승리로부터 고전기의 빛나는 달성에 이르는 과도기의 약 30년 동안을 일반적으로 엄격 양식의 시대라고 부른다. 그러나 아르카이크의 종언(終焉)이 바로 고전기의 시작이라고 보아 이 시기를 인정 않는 학설도 많다. 크리티오스의 소년상에 있어서 남성 나체 입상의 기본형은 프론타리티(前面性)의 법칙을 완전히 타파했다. 그래서 조각은 일층 자유로운 프론타리티 자세로 변화되어 간다. 모든 상의 입 모습에서는 아르카이크의 미소가 사라지고, 무게 있고 엄숙한 표정으로 변한다. 아이기나의 아파이아 신전 박공 및 올림피아의 제우스 신전 박공의 군상(群像)에서의, 변화가 풍부하고 다양한 자태는 한층 더 자연스런 형태에 가까워지고, 하나하나의 상에 긴장한 시대 정신과 생기가 부여되어 있다. 델포이의 마부상(馬夫像)이나 아르테미시온 앞바다에서 발견된 청동상(아테네 국립박물관)은 이 과도기의 입상 조각의 대표적 걸작이다.

### 고전 전기

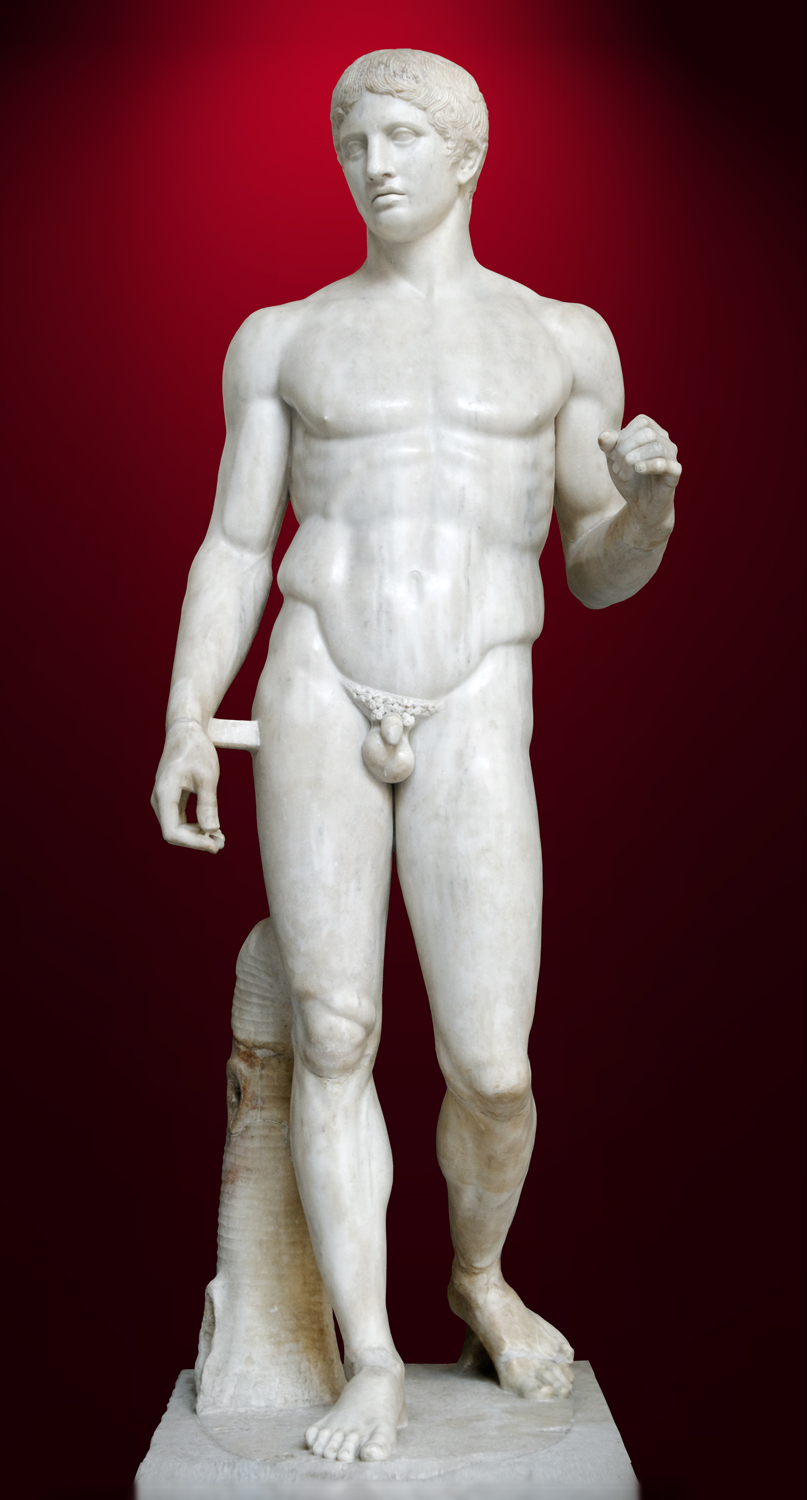
《도리포로스》의 잘 보존된 로마 시대 복제품. 재료: 대리석. 높이: 2.12미터.

페르시아 전쟁의 승리는 그리스 민족에게 자신과 긍지를 주어, 그 후 그리스는 정치·경제·문학·예술 등의 모든 분야에서 미증유의 발전을 이룩했다. 특히 아테네는 페리클레스의 대두와 더불어 민주주의가 철저한, 가장 빛나는 시대를 맞이하여 그리스 세계의 중심이 되었다. 5세기 후반으로 거슬러 올라가는 고전 전기의 조각은 조화와 균형을 갖춘, 하나의 이상미(理想美)를 낳았다. 여기서는 상은 모두 단순하고 또한 명확한 형식으로 정리되고, 인간의 감정을 초월한 좋은 정신성(精神性)으로 유지되어 있다. 이 기간의 초기를 대표하는 미론은 인체가 운동하는 양상을 정지한 순간 속에서 포착하였다. 미론의 ⟪원반 던지는 사람⟫이나 ⟪아테나와 마르시아스⟫는 운동의 정점에 달한 긴장의 순간을 포착한 것이다. 여기서는 운동이라는 격심한 동작에도 불구하고 고양된 감정의 표현을 보이지 않는다. 미론, 페이디아스와 더불어 고전 전기를 대표하는 폴리클레이토스는, 남성상에 관한 각 부분의 가장 아름다운 비례를 수학적으로 산출해 내고, 그것을 ⟪카논⟫(규범)이라고 하는 책에 기록했다. ⟪도리포로스⟫(창을 멘 청년)나 ⟪디아두메노스⟫(승리의 리본을 매는 청년) 등의 상은, 이 비례에 기초를 두고 제작되었다고 말해진다. 오늘날은 그 저서도, 청동의 원작도 없어져서, 로마시대의 모작에 의해서만 원작의 모습을 엿볼 수 있을 뿐이다.

### 고전 후기
기원전 432년에 시작되어, 그 후 30년 동안 계속된 완만한 펠로폰네소스 전쟁을 하나의 경계로 삼아, 고전 후기는 폴리스 상호 대립과 투쟁으로 세월을 보낸 시기이다. 국가의 이상이 약해짐에 따라 사상적으로도 전세기와 달라서, 회의적인 사상이나 개인주의적인 풍조가 일기 시작했다. 미술면에서도 숭고한 신들의 모습은 차차 희박해지고, 미의 여신 아프로디테, 술의 신 디오니소스, 사랑의 신 에로스 등, 보다 인간적인 신들이 주된 대상이 되었다. 기원전 5세기에는 고귀한 신들의 표현이 추구된 데 대해 기원전 4세기에는 지상적(地上的)·순간적인 표현으로 향했던 것이다. 이 사실은 '숭고한 양식·신들의 표현'에서 '우미한 양식·인간의 표현'으로의 이행이었다. 고전 후기의 양식을 대표하는 가장 저명한 작가로서는 우미한 여인의 이상상(理想像)을 창조한 프락시텔레스, 그와 대조적으로 인간의 깊은 내면적 감정을 취급한 스코파스, 새로이 우미한 남성 이상상을 규정하고, 또한 초상(肖像) 작가로서도 유명한 리시포스의 세 거장을 들 수 있다.

### 헬레니즘 시대

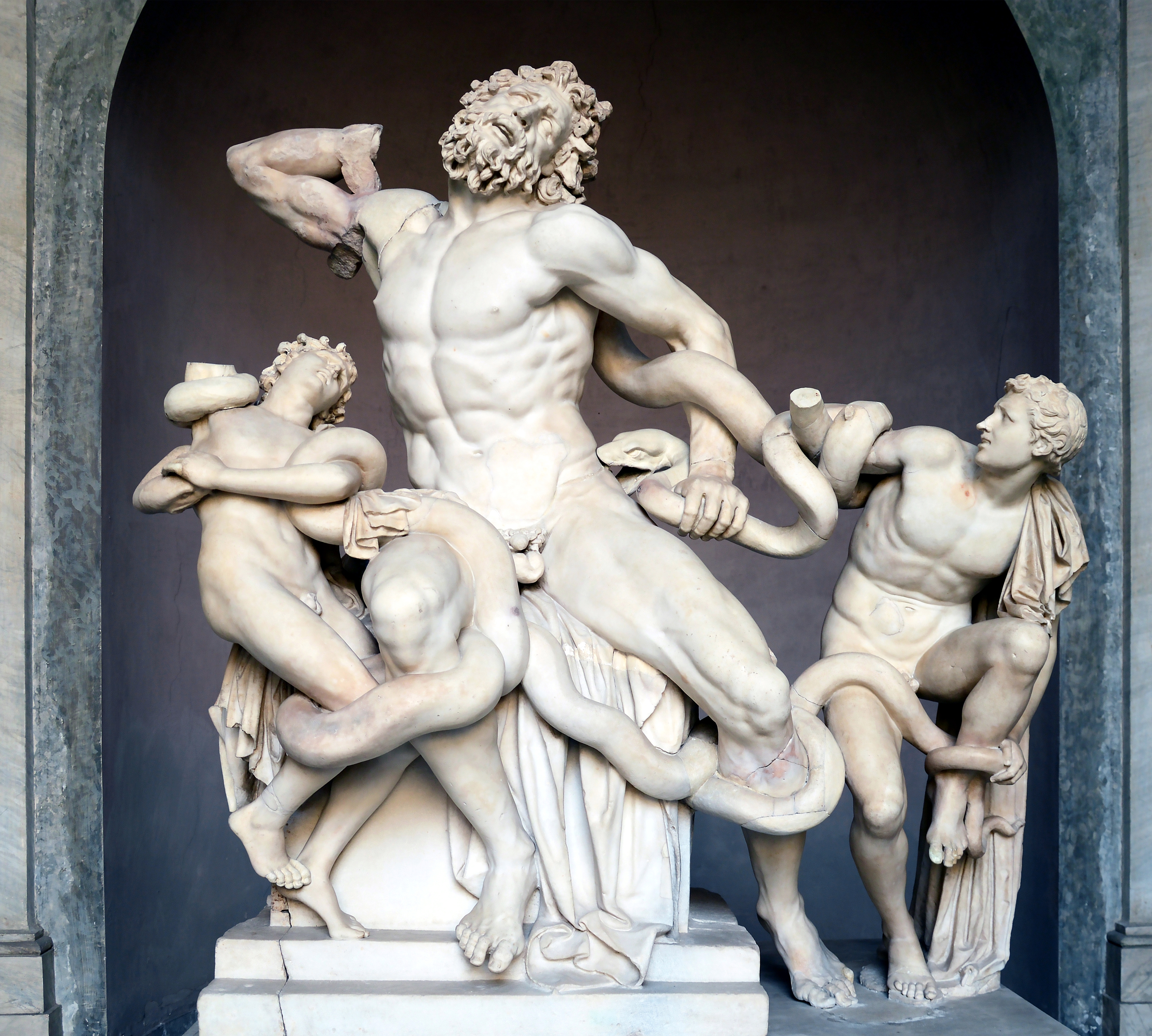
라오콘 군상 (헬레니즘 후기).

기원전 320년경부터 기원전 30년경까지, 즉 알렉산드로스 대왕(재위 기원전 336∼기원전 323)의 동방 원정에 의하여, 널리 동방 각지에 전파된 그리스 문화가 오리엔트 문화와의 접촉으로 동방적 요소와 융합하고, 뚜렷한 변화를 가져오게 한 시대를 말한다. 이 시대는 정치적으로 폴리스는 체제가 붕괴하고, 강대한 지배권을 가진 군주제로 바뀌어 종교적으로는 올림포스의 신들로부터 개인적인 쾌락의 추구로 옮겨졌다. 이러한 시대 사조를 기본으로 하여서 일어난 헬레니즘(Hellenism) 시대의 미술은 모든 면에서 전시대를 초월했다. 새로운 미술의 중심은 본토를 떠나 알렉산드리아·안티오키아·소아시아의 페르가몬 등으로 옮겨졌다. 각종의 다양한 민족이나 문화와의 접촉과 현실 생활에 대한 새로운 관심은 그 소재를 무한정으로 넓혀, 세속적인 서민의 일상 생활의 모든 모습에까지 넓혀졌다. 여기서 고전적인 감정은 격정·흥분에까지 높아지고, 운동은 격동·동요에 이르렀다. 아름다운 아프로디테는 관능의 세계에 도취되어 결국 헤르아프로디테의 상이 만들어지게 되었다. 유명한 ⟪라오콘⟫(바티칸 미술관)을 비롯하여 페르가몬의 제우스 신전 대제 단의 부조(베를린 미술관)는 비통·격정을 나타내고, 그 위에 사실적(寫實的)인 감각과 고도한 기법은 ⟪권투사(拳鬪士)⟫(로마 국립미술관), ⟪거위를 안은 아이⟫(루브르 미술관) 등의 작품을 낳았다. 그리고 ⟪멜로스의 아프로디테⟫ 등 여러 가지 아름다운 아프로디테의 상이 제작된 것도 이 시대이며, 이들 헬레니즘 시대의 특징은 로마에 계승되어 새로운 전개를 보게 된 것이다.

## 양식
그리스의 신전 건축 양식에서 밝혀진 바와 같이, 본토를 중심으로 하여 널리 보급되는 간소·웅장한 도리아 양식과, 에게해 및 서아시아 연안 여러 지역에서 보여지는 우미·전아(典雅)한 이오니아 양식이라고 하는 이 두 가지의 양식은 아르카이크 조각에 있어서도 극히 중요한 의미를 가진다. 도리아 양식은 아르고스·시키온을 비롯한 펠로폰네소스 여러 지역에 있어 특히 현저하여, 남성 나체상에서 그 특징있는 양식이 발전했다. 아르고스의 폴리메데스가 만든 델포이의 클레오비스와 비톤의 상은 그 좋은 예로서, 소위 짧은 근육으로써 다룬 무게가 있고 엄숙한 구축적(構築的)인 성격을 보인다. 이에 대하여 장식적·묘사적 특징이 현저한 이오니아 양식은, 아름다운 의상을 입은 여인상으로 고도한 발전을 했다. 아르카이크의 미소를 띠고 있는 입모습의 표현은 일층 명료하여, 투명한 얇은 옷과 육체와의 콘트라스트로써 관능적인 미를 만들어 내고 있다. 아크로폴리스에 있는 대부분의 아름다운 코레상(像)은 이 이오니아적 특징을 단적으로 보이고 있다. 소위 조각에 있어서의 아티카 양식은, 기원전 550년경부터 아테네를 중심으로 한 아티카 지방에 개화한 양식으로서, 아크로폴리스의 ⟪모스코포로스⟫(송아지를 둘러멘 청년)이나 헤카톰페돈의 박공에 새긴 군상(群像) 등은 그 초기의 좋은 예이다.

## 주제

### 쿠로스과 코레
쿠로스(kouros＝청년이란 뜻으로서, 복수는 쿠로이) 상은, 코레(kore＝소녀·처녀의 뜻. 복수는 코라이)와 더불어 아르카이크기(期)의 입상(立像)의 기본 형태이며, 그 생성과 발전은 동시에 그리스 조각 그것의 창조·발전을 의미한다. 왼쪽 발을 한 발자국 앞으로 내고, 양쪽 팔을 허리에 얹고 선 초기의 형태는 분명히 이집트의 영향을 받은 것이다. 그리스의 남성 입상(男性立像) 조각은 이 형태를 유일의 기본 테마로 하고, 나체에 대한 진지한 관찰을 하여, 아름답게 완성한 청년의 이상상(理想像)을 창조하기에 이르렀다. 수니온에서 출토된 쿠로스 상(기원전 600년？, 아테네 국립박물관)은 그의 가장 오랜 상의 하나로서, 귀나 긴 머리의 표현은 딱딱하고 또한 도식적이며, 복부(腹部) 등 가운데는 깊이 판 선으로 근육을 표시하고 있다. 여기에는 이집트 조각과는 이질적인 긴장된 생명감이 넘치고 있다. 그 후 1세기 동안에 청년상은 차차 자연스럽고, 발랄한 형태에 가까워진다. 아리스토디코스의 쿠로스 상(아테네 국립박물관), 클리티오스의 소년상(아크로폴리스 미술관)에 있어서는 아르카이크의 미소는 없어지고, 그 체중은 한쪽 다리에 걸려 있다. 그 때문에 허리는 S자형으로 굽고, 옛 시머트리의 법칙은 타파되었다. 반면에 화려한 코레는 모두 옷을 입고 있다. 쿠로스 상이 건전한 육체의 유기적 표현에 기울고 있음에 대하여 코레 상에서는 의상의 질감(質感), 주름에서 보여지는 선, 채색의 아름다움 등이 강조되어 있다. 구조적(構造的)인 쿠로스 상에 대하여, 장식적인 코레 상은 이오니아의 우아한 점을 보여 준다.

### 아프로디테
다양한 발전을 보인 헬레니즘 시대의 조각들은 아름다운 아프로디테에 있어서 미술사상 드물게 보는 위대한 발전을 했다. 아름다움과 사랑의 여신 아프로디테는 관능적인 모든 가능한 형태를 탐색하고, ⟪웅크리고 앉은 아프로디테⟫(루브르 미술관, 로마시대 모각)나 ⟪아름다운 볼기를 벗는 아프로디테⟫(로마시대 모각, 나폴리 미술관) 등 자유분방한 자태를 전개시켰다. 여기서 여신은 이미 천상적(天上的), 그리고 청초한 여신이 아니라, 요염한 관능미를 과시하는 여성의 모습이다. 이 관능미에 대한 도취는 끝내 남녀 양성을 가진 ⟪헤르마프로디토스⟫로 발전했다. 상반신은 풍만한 유방을 갖고, 하반신에는 남성의 상징을 나타내고 있다. 따라서 이 시대의 조각은 여러 각도로 바라보며 감상되었다. 이 풍조(風潮)에 대해 다시금 고전적 이상미에 가까워지려는 작품도 나타나서 ⟪멜로스의 아프로디테⟫(루브르 미술관)나 ⟪메디치의 아프로디테⟫(우피치 미술관) 등의 아름다운 여신상(女神像)도 제작되었다.